# 방글라데시-파키스탄 관계
파키스탄과 방글라데시는 모두 남아시아 이슬람교도의 과반수를 차지하는 나라이다. 영국령 라디오 종식 후 양국은 24년간 단일국가를 형성했다. 1971년 방글라데시 해방전쟁은 동파키스탄을 방글라데시 인민공화국으로 분리시켰다. 파키스탄(구서파키스탄)은 이슬람 세계로부터의 압력을 받고, 1974년에 방글라데시를 승인했다.
양국은 모두 SAARC의 창설 멤버이며, 개발도상국 8개국, OIC 및 국제연합의 멤버이기도 하다. 모두 넥스트일레븐으로 분류돼 있다. 방글라데시에는 이슬라마바드에 고등판무관사무소가 있고 파키스탄에는 다카에 고등판무관사무소가 있다.

## 역사

### 해방 전쟁과 독립
1947년 영령 인도의 분할 이후 방글라데시는 파키스탄으로 통합됐다. 1955년까지는 동벵골로, 그 후에는 원 유닛 계획의 실시에 따라 동파키스탄으로 알려져 있었다.
양 국가간 관계는 벵골어 공식인식 결여, 민주주의, 지역자치, 빈부 격차, 민족차별, 1970년 동파키스탄 수백만 명에게 영향을 준 볼라 사이클론 이후 중앙정부의 취약하고 비효율적인 구호활동 등으로 긴박해졌다. 이러한 불만은 동벵골 지역에서 정치적 선동을 야기하여 결국 완전한 독립을 위한 싸움으로 이어졌다. 1971년 3월 파키스탄군은 지식인, 정치운동가, 힌두교도 등 소수민족을 대상으로 한 작전 서치라이트를 시작했다. 파키스탄군에 의해 살해된 사람들의 수는 논쟁의 대상이 되어 왔으며, 30만에서 300만명으로 추산되고 있다. 인도에서는 약 800만명에서 1000만명이 난민이 되었다. 많은 벵골 경찰들과 병사들이 반란을 일으켰고, 국가주의자들이 인도와 소비에트의 지원을 받아 게릴라 부대 '무크티 바이니'를 결성했다. 1971년 12월 동파키스탄과 서파키스탄 사이에 선전포고가 있었을 때 나중에 방글라데시군으로 알려진 인도 육군과 무크티 바히니의 합동군이 동파키스탄의 파키스탄군을 물리치고 방글라데시 독립국가가 탄생했다.

### 1974–2012: 양국 관계의 수립과 성장
자르피카르 알리 부토가 이끄는 좌익파키스탄인민당(PPP)은 방글라데시 분리 독립 이후 정권을 잡았다. 파키스탄은 당초 방글라데시를 승인하는 것에 찬성하지 않았으며 다른 나라들에 파키스탄이 방글라데시 지도부와 대화를 시작할 수 있을 때까지 승인을 보류하라고 요구했다. 방글라데시 측은 대화의 전제조건으로 승인해야 한다고 주장했다. 1972년 파키스탄은 일부 국가가 방글라데시에 가입한 뒤 연방을 탈퇴했다. 파키스탄도 방글라데시를 승인한 다른 나라와의 관계를 단절했다.
방글라데시의 유엔 가입 신청 문제에 대해서는 중국이 파키스탄의 요청에 따라 처음으로 거부권을 행사해 포로 석방과 군대 전전 복귀를 합의했다.
1974년 방글라데시와 파키스탄의 관계는 해빙됐다. 셰이크 무지블 라만은 방글라데시 독립 전 활동했던 친파키스탄 조직 일부에 대한 금지 조치를 철회했다. 무디브 대통령은 OIC 이슬람 정상회의를 위해 라호르를 방문했고 파키스탄 의회는 부토에 방글라데시로의 승인 확대를 승인했다. 1974년 6월 줄피카르 알리 부토 파키스탄 총리가 방글라데시를 방문해 사발 우파질라에서 방글라데시 전쟁 기념비에 경의를 표했다. 양국은 1975년 방글라데시가 1971년 이전 파키스탄의 절반에 대한 외환보유액을 흡수하기로 합의했고 방글라데시가 1971년 이전 자산의 절반을 받아 신용공여가 해소되지 않는다는 조건으로 합의했다.
방글라데시의 자우르·라만, 호사인·무함마드·에르샤드 양정부의 아래, 관계는 큰폭으로 개선됐다. 1980년대 이후 파키스탄의 5명의 정부 수반이 방글라데시를 공식 방문하면서 수많은 무역 문화 협정이 조인되었다. 테러에 대한 우려는 공통적으로 이뤄져 1980년대 후반 F6 전투기 몇 대가 방글라데시 공군에 기증되는 등 전략 협력에 영향을 주고 있지만 사이클론에 의해 파괴되면서 유지하기 위한 노력은 별로 이뤄지지 않고 있다. 현재 양국 간 교역액은 3억4000만달러이며, 방글라데시의 루르 아람 시디케 부고등판무관은 (양국의) 합계 인구를 감안할 때 무시할 수 있다고 밝혔다. 그는 파키스탄에서 방글라데시로의 투자를 촉진하는 분야로 섬유에너지 분야를 꼽았다.
1985년 파키스탄의 무함마드 지아우르하크 대통령은 방글라데시 전쟁 기념비를 찾아 "당신들의 영웅은 우리의 영웅입니다."라고 말했다. 방글라데시의 엘사드 대통령은 1986년 이슬라마바드를 방문했다. 1998년에는 파키스탄을 방문했다. 2002년 7월 파키스탄의 페르베즈 무샤라프 장군도 이 전쟁기념비를 찾아 "파키스탄에 있는 당신의 형제자매는 1971년 일어난 일의 아픔을 함께 나누고 있다."고 말했다.

### 2013: 전범 재판
2013년 12월 방글라데시의 자마트 에 이슬람교 지도자 압둘 콰데르 모라는 전쟁 범죄로 방글라데시에서 처형됐다. 카타르 슈라의회와 파키스탄 하원은 사형 집행 후 정치적인 의도가 있다며 사형을 비난하는 성명을 발표했다. 카타르와 파키스탄의 내상은 모라 씨가 '파키스탄에 대한 충성' 때문에 처형된 것에 슬픔을 나타냈다.
파키스탄의 대응에 따라 방글라데시는 파키스탄의 내정간섭에 대한 불만을 표시하고 고등판무관을 호출했다. 방글라데시는, 의회 성명, 펀자브주 의회 성명, 파키스탄 내정장관의 발언에 불만을 표명했다. 방글라데시 시위대 역시 다카의 파키스탄 고등판무관사무소를 향해 행진하며 불쾌감을 표시했다.

### 2015–2016: 외교적 균열
두 사건에서 파키스탄 다카에 있는 고등판무관사무소 당국자들은 금지된 자마트 우르 무자헤딘 방글라데시 조직의 테러 활동에 자금을 제공하고 있다는 의혹을 받고 있다. 이 외교관은 방글라데시 외교부로부터 테러범과의 관계가 의심될 뿐만 아니라 다카에서 불법 인도 통화 사업을 벌인 혐의로 고발됐다. 그러나 파키스탄 외교부는 그에 대한 혐의는 근거가 없으며 이번 사건은 유감스러운 일이라고 주장하고 있다.
2015년 12월, 방글라데시 당국이 외교관에게 '간첩 혐의 무장세력에 대한 자금 지원'을 했다는 이유로 파키스탄은 외교관 파리나 알샤드를 철수했다. 파키스탄 국적을 가진 자마툴 무자헤딘 방글라데시(JMB)의 공작원 이드리스 셰이크 씨는 그녀에게서 돈을 받았다고 주장하며 오래전부터 접촉했다. 파키스탄 외교부에 의하면, 동국은, 방글라데시로부터 외교관 1명을 「괴롭히기」끝에 철수했다. 이슬라마바드의 정식 성명은 혐의를 근거 없는 것으로 간주하고 허위 혐의로 끊임없이 조직화된 언론 캠페인이 시작됐다고 덧붙였다.
2016년 1월 이슬라마바드 정부는 다카 대통령에게 48시간 이내에 외교관 무슈미 라만을 이슬라마바드의 고등판무관에서 소환할 것을 요구했다. 이슬라마바드의 외교 소식통에 의하면, 라만은, 「파키스탄에서 반국가 활동을 하고 있었다」라고 여겨지는 것 외에 관계 치안 당국에 의한 감시도 계속되고 있다.

### 2018 ~ 현재
임란 칸이 파키스탄의 수상으로 선출된 후 양국은 서서히 국교 정상화를 시작하였다. 주목할 점은 2020년 7월 방글라데시의 외교정책이 모든 사람에게 우호를, 누구에게나 악의적으로라고 표명하자 칸 사무총장이 셰이크 하시나 씨에게 전화를 걸어 이슬라마바드로 초청했다는 점이다. 하시나씨는 나중에 파키스탄과의 양자 관계를 강화하는 데 관심이 있다고 말했다. 2021년 1월 7일 샤리아 알람과의 회담 후 파키스탄 정부는 방글라데시 국민의 비자 요건을 모두 철폐했다.

## 거주 문제

### 파키스탄의 방글라데시
영국 라디 시대에도 현대의 방글라데시 인은 대대로 존재하고 있다. 이는 1971년 이후 계속돼 1980년대 방글라데시인들이 대량으로 파키스탄에 입국했다. 이로써 1990년대 베나지르 부토 정부는 국민의 분노와 범죄, 사회불안을 호소하며 탄압을 시작했다. 현재 파키스탄에는 약 200만명의 방글라데시인이 등록되어 있지 않은 것으로 추정되고 있다. 파키스탄에 유학하고 있는 방글라데시인은 적지만, 주로 국내의 안전보장상의 염려 때문에 감소하고 있다.

### 방글라데시의 파키스탄인
현재까지 논란이 되고 있는 문제는 비하리스인(일명 고립 파키스탄인)의 파키스탄 귀국이다. 약 54만 명에 이르는 이들 커뮤니티는 1947년 인도 분할 이후 인도 비하르 주에서 동파키스탄으로 이주해 있었다. 해방전쟁 중 이 지역 공동체는 파키스탄 정부를 지원했고，뒤통수에 몰려 방황한 파키스탄으로 이주하고 싶어했다. 1982년까지 12만7000여 명이 송환됐고 현재도 25만여 명이 송환을 요구하고 있다. 1985년 파키스탄의 지아 우르 하크 대통령이 '고립된 파키스탄인'을 받아들이기로 합의했을 때 이 분야에 진전이 있었다. 2002년 방글라데시 방문에서는 페르베즈 무샤라프 파키스탄 대통령이 다수의 양자협정에 서명했지만 당분간 비하리스의 파키스탄 이주를 허용할 수 없다고 말했다.[lower-alpha 1]

## 국방 관계
방글라데시의 자우르 라만과 호사인 모하마드 엘샤드 군사정권 때는 방위관계가 크게 개선됐다. 인도의 지역력에 대한 공통된 우려는 1980년대 후반 F-6 전투기 몇 대가 방글라데시 공군에 기증되는 등 전략적 협력에 영향을 미치고 있다.

## 양자 무역
양국간의 양국간 무역은 최근 몇년 천천히 확대되는 2000~2001년부터 2010~11년의 11년간에, 파키스탄의 방글라데시 전용 수출은 연평균 27.6%, 방글라데시로부터의 수입은 연평균 9.2%의 성장을 나타냈다. 2010-11년의 양국간의 무역액(수출+수입)은 약 9억8300만달러였다. 파키스탄과 방글라데시의 양자 무역을 촉진하기 위해 양국은 양자 간 자유무역협정을 체결하기로 했다. FTA는 교역 기회 개방으로 이어지고 양국 간 교역 확대로도 이어진다.
파키스탄에서 방글라데시로의 주요 수출품은 면화 기계 석유 플라스틱 기계기구 등이다. 파키스탄으로의 주요 수출품은 섬유, 농산물, 가죽신발 및 기타 가죽 제품이다.
방글라데시의 룰루 알람 시디케 부고등판무관에 따르면 무역수지는 3억4000만달러로 양국의 합계 인구를 감안할 때 무시할 수 있다. 그는 파키스탄에서 방글라데시로의 투자를 촉진하는 분야로 섬유에너지 분야를 꼽았다.
파키스탄 국립 은행 자료에 따르면 파키스탄의 방글라데시 수출은 7억 3,600만 달러였고, 방글라데시의 파키스탄 수출은 2019년 기준 4,400만 달러였다.

## 같이 보기
- 방글라데시의 대외 관계
- 파키스탄의 대외 관계